# Kamele in Australien

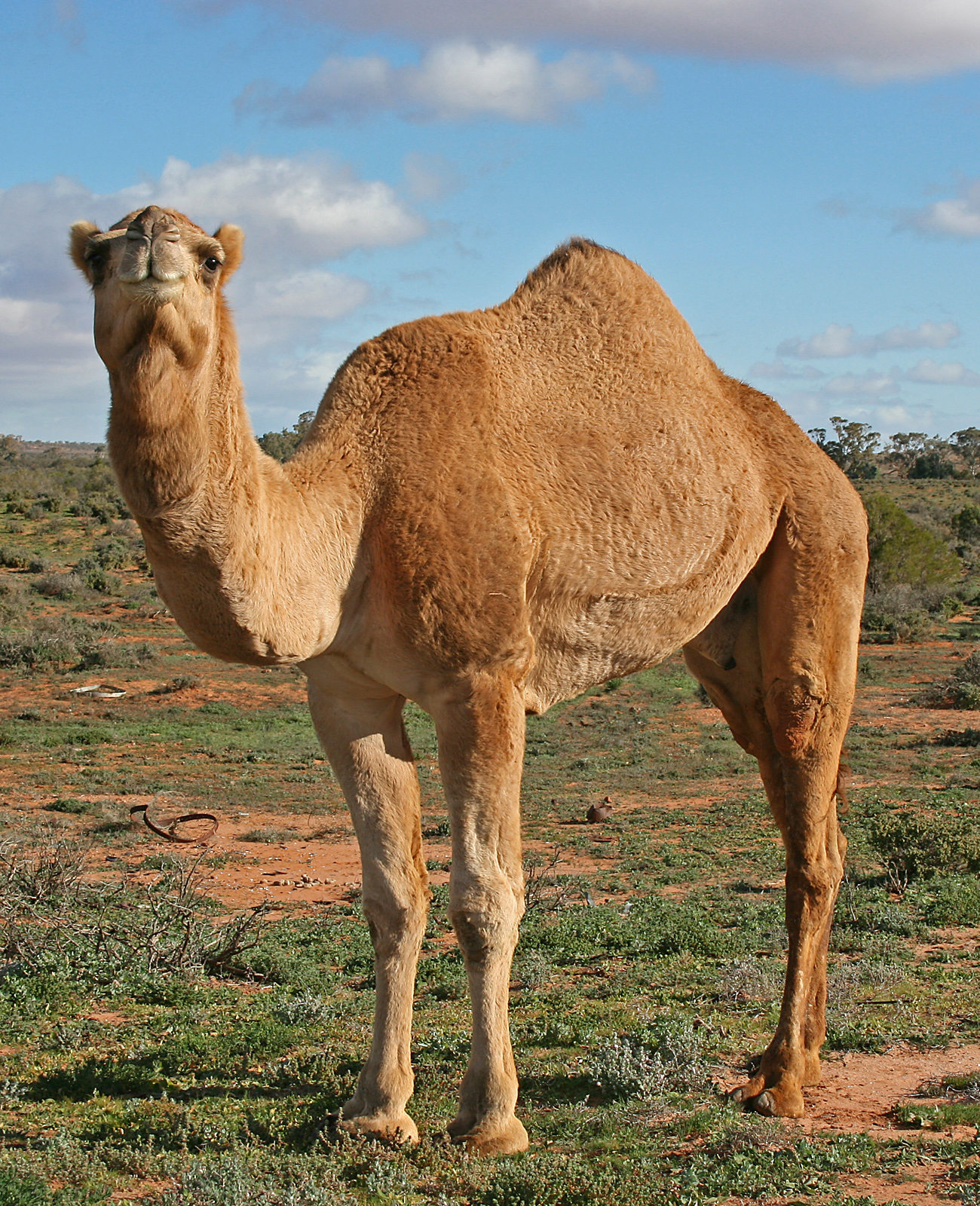
Dromedar in New South Wales, Australien

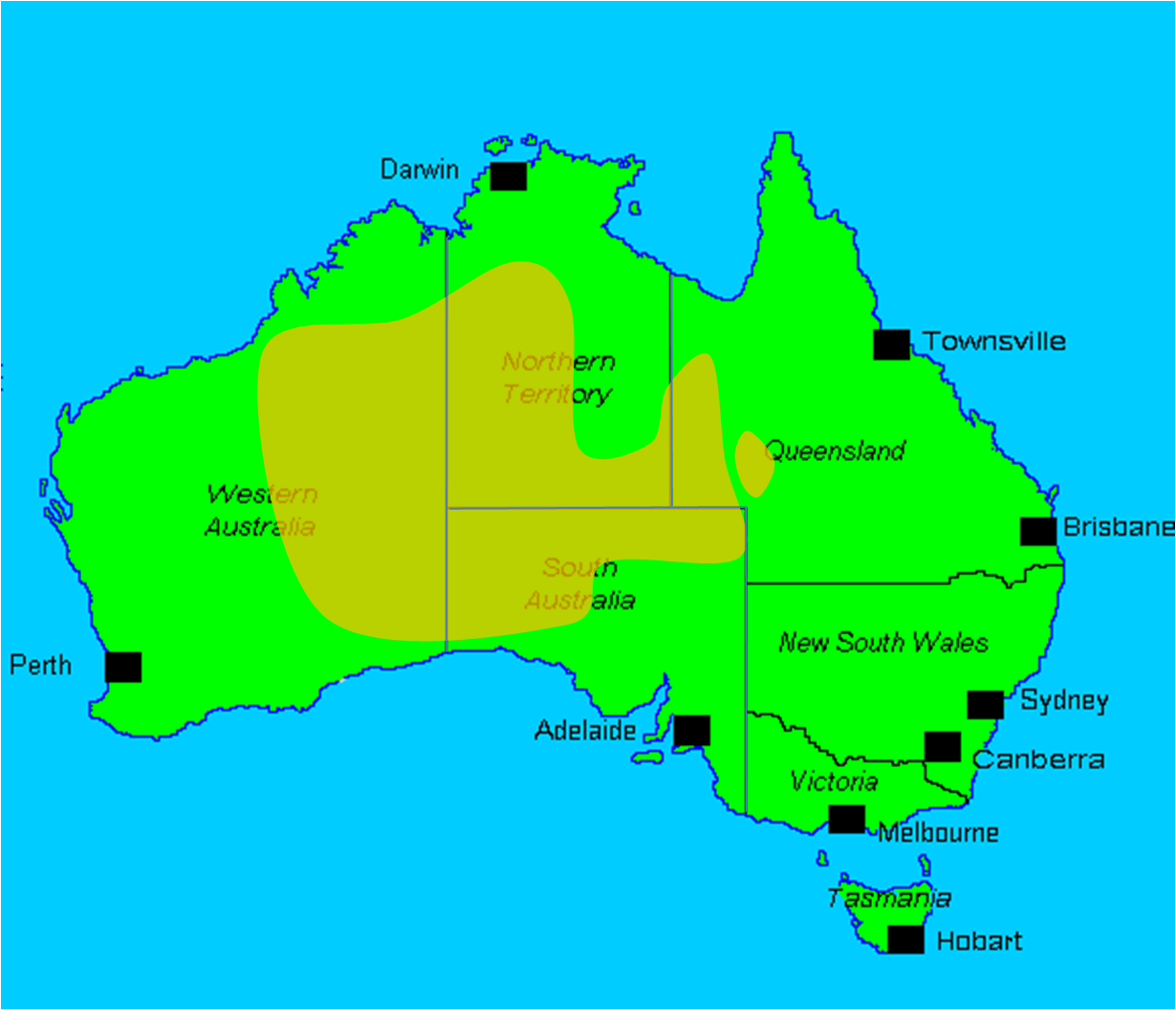
Verbreitung von wilden Kamelen in Australien

Die Kamele in Australien wurden im 19. Jahrhundert von Europäern auf dem Kontinent eingeführt und später in die Freiheit entlassen. Die Größe der Kamelpopulation variiert je nach Schätzungen zwischen circa 300.000 und einer Million wilder Dromedare. Die Tiere leben vor allem in Gebieten mit aridem Klima: 50 Prozent der Kamele leben in Western Australia, 25 Prozent im Northern Territory und 25 Prozent im westlichen Queensland sowie im nördlichen Teil von South Australia, und bevölkern damit ein Gebiet von 3,33 Millionen Quadratkilometern.
Die ersten Tiere wurden von Engländern in den 1840er Jahren als Lastentiere zur Erkundung des Landes nach Australien gebracht; später kamen auch Kamelführer vor allem aus Indien und Afghanistan hinzu. Für die Erschließung des trockenen Inneren Australiens boten sich die Kamele dank ihrer Fähigkeit zur Anpassung an extreme Lebensräume an.
Kamele waren vor dieser Zeit in Australien nicht heimisch. Als in den 1920er Jahren Eisenbahn und Lastkraftwagen die Transporte übernahmen, wurden die Tiere in die Freiheit entlassen. Mangels natürlicher Feinde konnten sie sich ungestört vermehren. Um der daraus resultierenden Bedrohung der Tierwelt und der Landschaften Australiens zu begegnen, wurden ab 2009 im Rahmen des National Feral Camel Action Plan über vier Jahre insgesamt 160.000 Tiere von Scharfschützen aus Hubschraubern abgeschossen; weitere 100.000 Tiere sollen in dieser Zeit einer Dürre zum Opfer gefallen sein. Der verbliebene Bestand wurde auf rund 300.000 Tiere geschätzt.

## Geschichte

### Erste Tiere

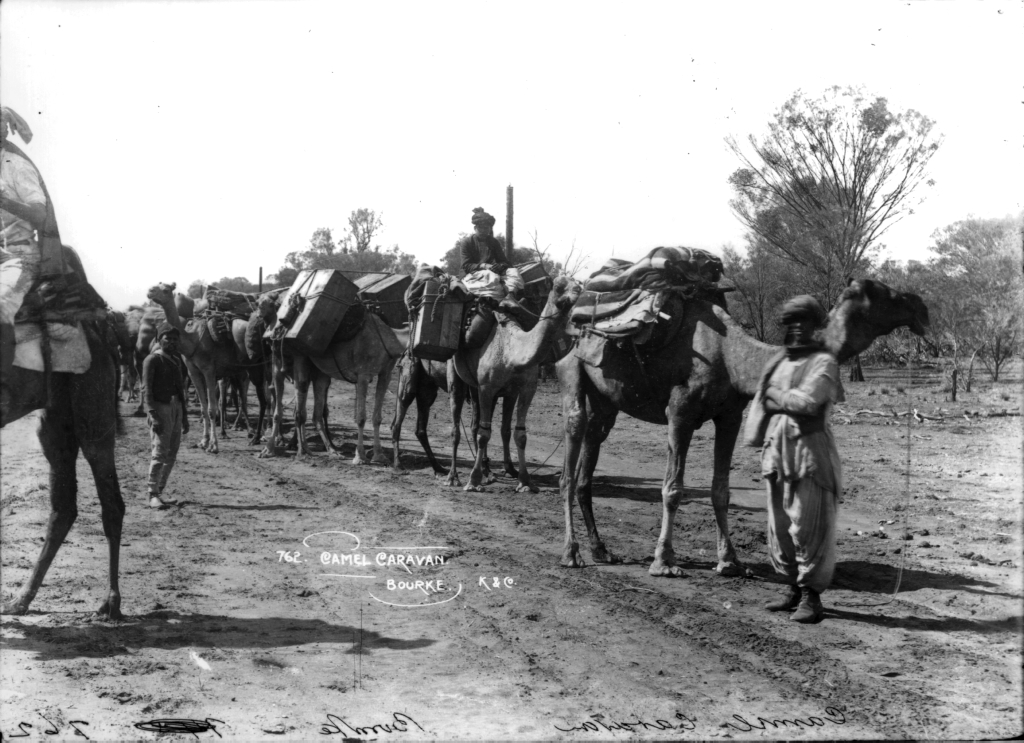
Kamelekarawane um 1900 in Bourke

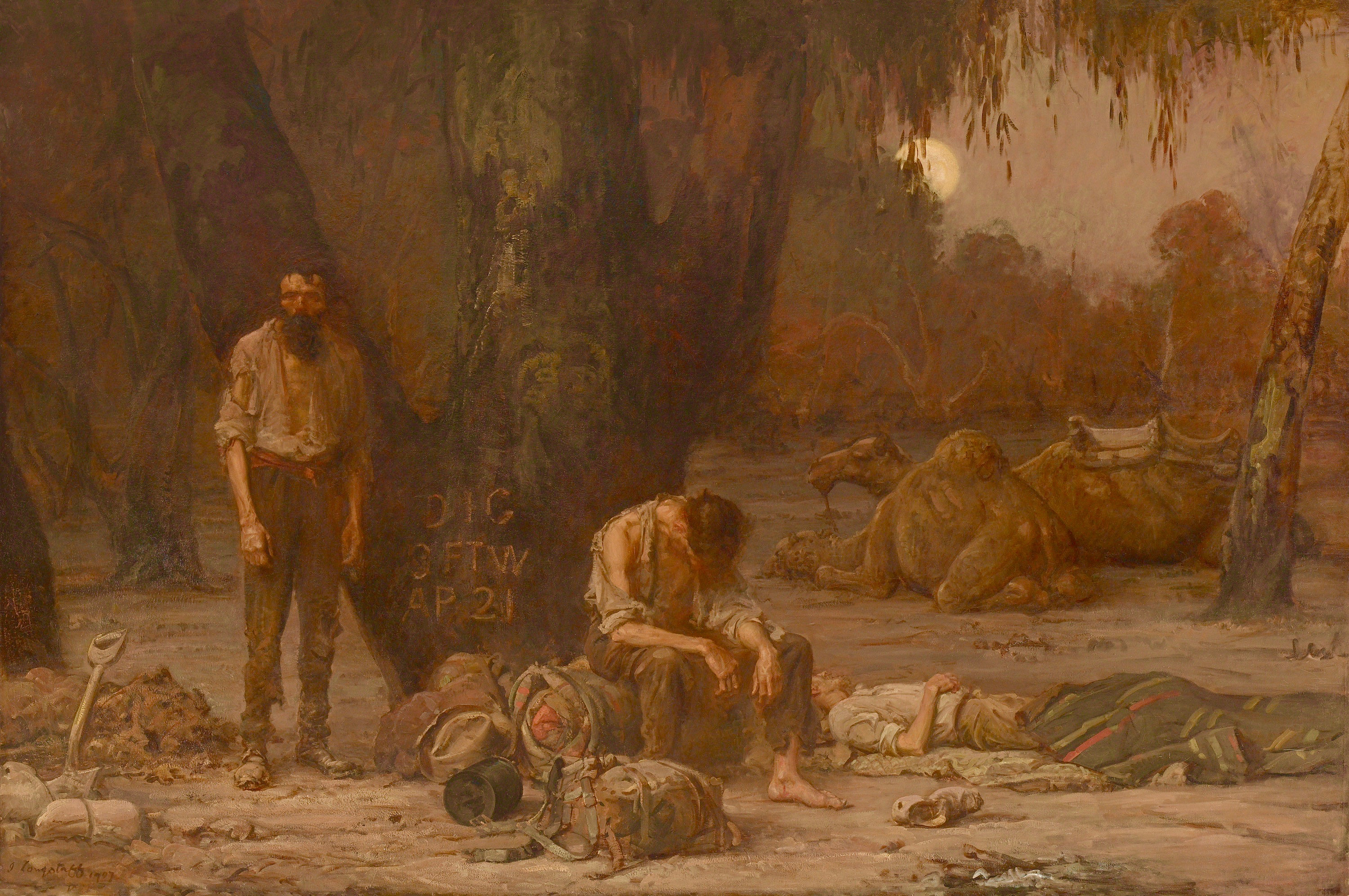
Die erschöpften Burke und Wills am Cooper Creek in Begleitung ihrer Kamele (John Longstaff, 1907)

Das erste Kamel betrat am 12. Oktober 1840 in Adelaide australischen Boden. Es wurde von den Kanarischen Inseln auf einem Schiff nach South Australia gebracht. Bereits im Dezember 1840 wurden zwei weitere Kamele von den Kanarischen Inseln nach Hobart auf Tasmanien transportiert. Sie sollten vom Entdecker Edward John Eyre bei seiner Expedition nach Western Australia eingesetzt werden. Allerdings war Eyre bereits vor der Ankunft der Tiere aufgebrochen, weswegen sie nach Melbourne verschifft wurden. Dort gebar eines der Tiere ein Junges – das erste Kamel, das in Australien zur Welt kam. 1842 wurde dieses von George Gipps, Gouverneur von New South Wales, ersteigert und nach Sydney gebracht.
Die nächsten 24 Kamele kamen erst im Juni 1860 mit afghanischen Kamelführern in Melbourne an. Diese sollten bei der Expedition von Burke und Wills eingesetzt werden, die den Kontinent von Süden nach Norden durchqueren wollten. Am 20. August 1860 startete die Expedition mit 27 Kamelen. Die Expedition misslang,
Robert O’Hara Burke und William John Wills starben in der Nähe des Cooper Creek. Auch kein Kamel überlebte die Expedition. Einige wurden von den hungerleidenden Expeditionsteilnehmern geschlachtet. Die von John McKinlay geleitete Rettungsexpedition brach mit vier Kamelen und 24 Pferden auf, aber sie fanden Burke und Wills nicht. Allerdings bewährten sich die Kamele auf dieser Expedition als Lastenträger.
Auch William Gosse setzte auf seiner Expedition nach Zentralaustralien Kamele ein und erreichte am 19. Juli 1873 als erster Europäer den Uluṟu. Die Horn-Expedition im Jahr 1894 war die erste wissenschaftliche Expedition Australiens, die mit Kamelen zu den MacDonnell Ranges unterwegs war.
Die ersten 121 zur Zucht bestimmten Kamele erreichten im Januar 1866 Port Augusta. Sie wurden von Thomas Elder, dem größten Kamelimporteur Australiens, von Karatschi zur Beltana Station gebracht, wo ein Kamelgestüt aufgebaut wurde. Es handelte sich bei den Tieren um so genannte Kandahar-Kamele, die bis zu 650 Kilogramm schwere Lasten transportieren konnten.

### Erschließung Australiens

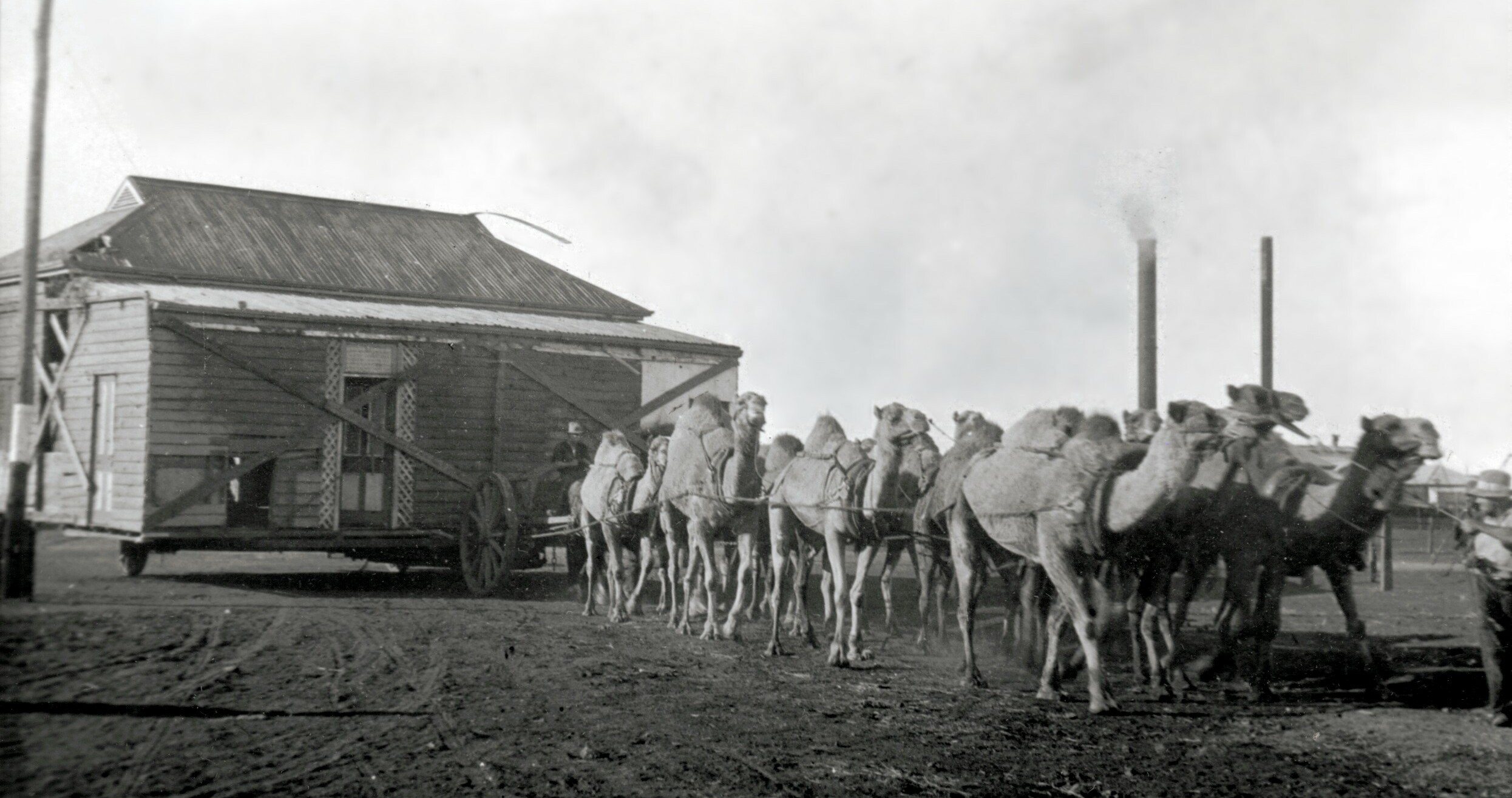
Kamele transportieren in Kalgoorlie ein Haus; Aufnahme von 1928

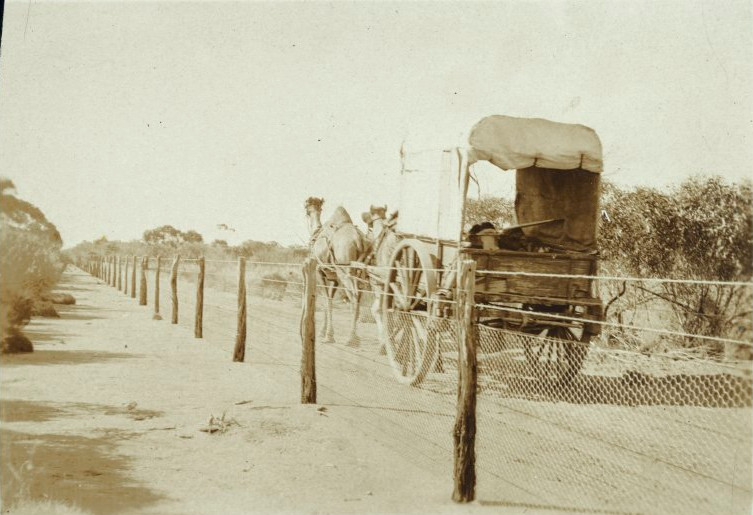
Kanincheninspektoren mit Kamelwagen am Rabbit-Proof Fence

Bei den meisten großen Projekten zur Erschließung und beim Aufbau der Infrastruktur im Landesinneren kamen Kamele zum Einsatz.
Zwischen 1870 und 1872 kamen die meisten Kamele der Beltana Station beim Bau der Overland Telegraph Line zum Einsatz. Der Bau der Telegrafenleitung begann zur selben Zeit von Norden und von Süden aus. Kamele wurden zum Transport von Baumaterial und Nahrungsmitteln benötigt. Die eingesetzten Tiere wurden von Kamelführern, den so genannten Afghans, geführt.
Bei dem 1879 begonnenen Bau der 2900 Kilometer langen transkontinentalen Eisenbahnlinie The Ghan transportierten Kamele Material und Verpflegung an die Baustellen.
Als sich in Coolgardie ab den Jahren 1884 der Goldrausch entwickelte, wurden Kamele eingesetzt, um die dortigen Goldsucher mit Verpflegung und Trinkwasser zu versorgen.
Im März 1884 wurde eine Karawane mit sechs Kamelführern, 45 Kamelen und elf Kälbern durch die Wüste von Marree zu den Goldfeldern getrieben. Alle Kamele erreichten die Goldfelder in guter Verfassung, wobei jedes Kamel Lasten von 135 bis 270 Kilogramm Gewicht trug.
Im September 1884 erreichten weitere 85 Kamele für Transporte nach Coolgardie per Schiff Albany. Als die Golden Pipeline zur Wasserversorgung der Goldfelder im Jahre 1903 fertiggestellt war, wurden die Kamele und die Kamelführer nicht mehr benötigt.
Der Ort Marree war eine Station für die Kamelkarawanen auf dem Weg von South Australia nach Alice Springs und Queensland. In Marree bauten Führer der Kamelkarawanen Australiens den ersten Betsaal für Muslime.
Beim Bau des Rabbit-Proof Fence wurden häufig Kamele eingesetzt. Der über 3000 Kilometer lange Zaun sollte die Wanderungsbewegungen von Kaninchen, Dingos, Kängurus und Emus einschränken.
Zeitweise transportierten bis zu 350 Kamele als Lastentiere Material und Verpflegung für die Arbeiter am Zaun. Zur Kontrolle des Zauns wurden „Kanincheninspektoren“ eingesetzt, die im Süden Australiens mit einem „Kamelwagen“ den Zaun entlang fuhren und diesen inspizierten.
Die Kamele bewährten sich als optimale Transporttiere, da sie ausdauernd waren und tagelang ohne Wasser auskamen. In den 1920er Jahren wurden sie weitgehend überflüssig, da der Transport von Waren mit der Eisenbahn oder mit Lastwagen geregelt wurde.

### „Afghanische“ Kamelführer

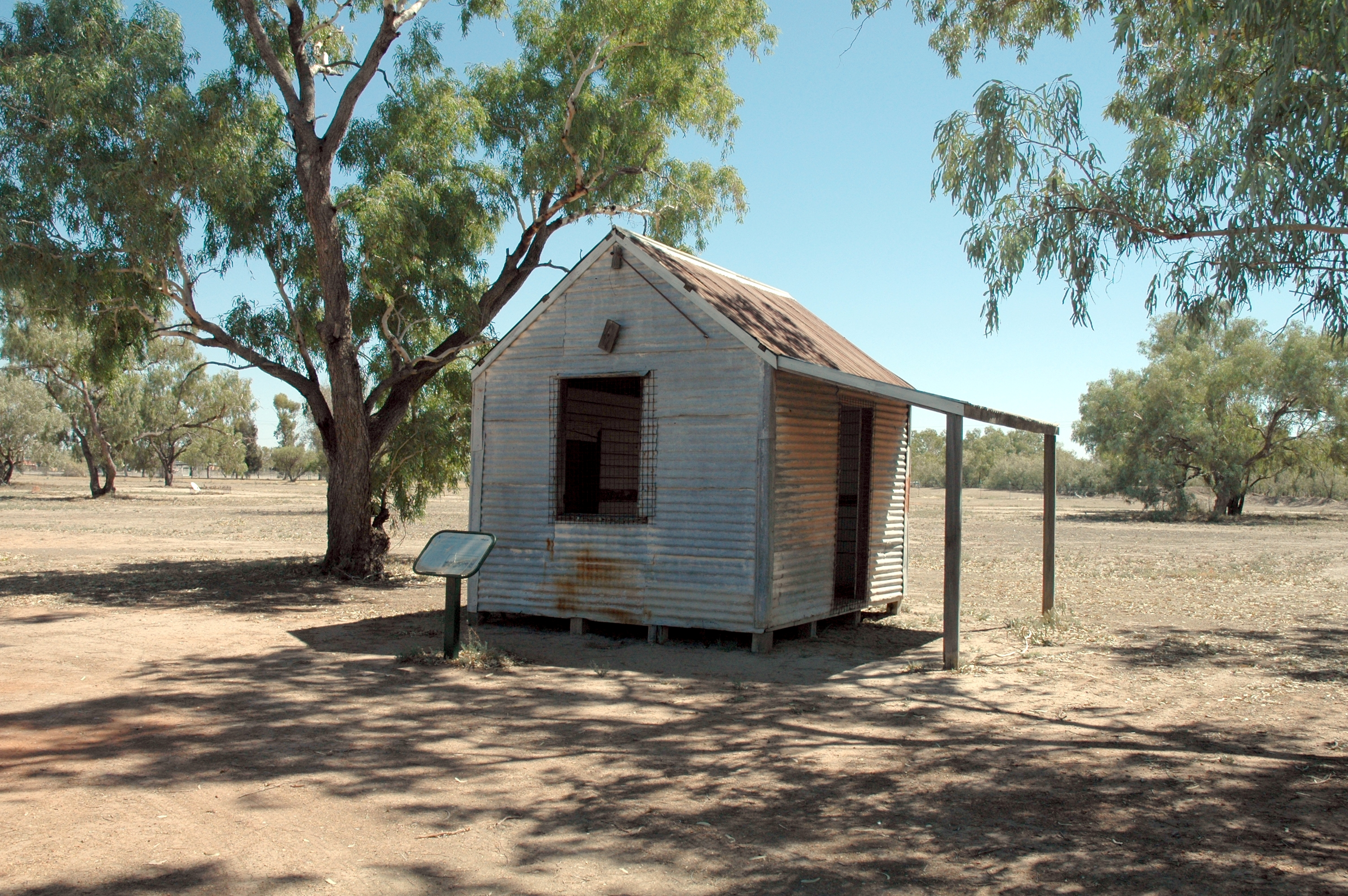
Historisches Bethaus und Friedhof der afghanischen Kamelführer in Bourke

Nach Australien emigrierten maximal 3000 Kamelführer. Die ersten gelangten in den 1840er Jahren nach South Australia, als Joseph Bruce 18 von ihnen dorthin brachte. Obwohl die meisten von ihnen aus Baluchistan, Kaschmir, Rajasthan, Ägypten, Iran, Türkei und Punjab stammten, wurden sie alle Afghans genannt.
Ein Großteil der Afghans arbeitete bis 1870 im Kamelgestüt in Beltana, das sie nach einem Streik verließen. Bekannt ist der Kamelführer Mahomet Saleh, der die Beltana Station mit dem Entdecker Peter Warburton verließ. In den Orten Marree, Farina und Birdsville wohnten zahlreiche Kamelführer. Manche von ihnen beschäftigten weitere Afghans und besaßen bis zu 100 Kamele. Teilweise heirateten die Kamelführer Aborigines-Frauen und in einigen Fällen auch europäische Frauen. Die Afghans siedelten allerdings in abgesonderten Teilen der jeweiligen Ortschaften.
Um 1898 bestand die muslimische Gemeinde in Coolgardie aus 300 Mitgliedern, die größte dieses Staates zu dieser Zeit. Im Ort gab es einen aus Lehm gebauten und mit einer Blechverdachung gedeckten Betsaal. Rassismus gegen die Kamelführer war weit verbreitet, und es gab Berichte über unaufgeklärte Tötungen und Misshandlungen von Kamelen der Muslime. Als die Golden Pipeline ab 1903 die Goldfelder mit Wasser versorgte, zog die gesamte muslimische Gemeinde mit dem Niedergang der Stadt Coolgardie vermutlich nach Perth, der aufstrebenden Hauptstadt des neuen Bundesstaates Western Australia.

### Imperial Camel Corps

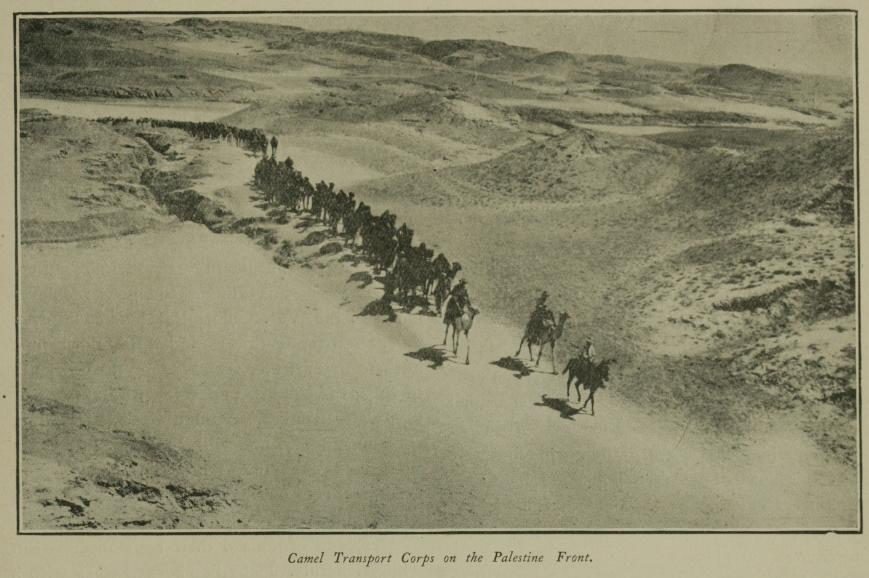
Kameltransporte auf der Halbinsel Sinai im Ersten Weltkrieg

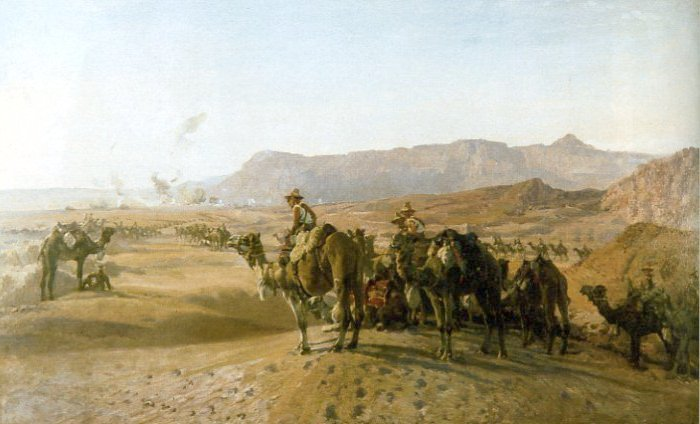
Das Imperial Camel Corps in der Schlacht von Magdhaba

Im Ersten Weltkrieg wurden ausschließlich weibliche Kamele verwendet, da diese leichter zu führen waren als ihre männlichen Artgenossen. Die Kamele konnten in Verbindung mit Pferden das Kriegsfeld erheblich erweitern. Sie brauchten zwar mehr Futter als Pferde, waren jedoch im Wüstengelände beweglicher. Ferner war der Aktionsradius der Kamele mit etwa 90 Kilometern mehr als doppelt so groß wie der von Pferden.
So wurden australische Kamele in zwei Brigaden der Entente mit je vier Kompanien und in einer dritten Brigade mit zwei australischen sowie zwei neuseeländischen Kompanien eingesetzt. Nach ihrem Aufbau ab Januar 1916 erreichten sie im Dezember ihre Kampfstärke. Die Truppen, die Imperial Camel Corps genannt wurden, führten ein besonders leichtes Maschinengewehr und leichte Artilleriewaffen mit sich und wurden vornehmlich zum Transport von Kriegsmaterial eingesetzt. Des Weiteren gab es eine Feldambulanz mit australischen Kamelen. Die Kamele wurden auf Grund ihrer besonderen Eignung für wüstenartiges Gelände auf der Sinai-Halbinsel und in Palästina eingesetzt. Die australischen Soldaten kamen vor allem aus Western Australia und waren vormals zumeist Kamelreiter oder Kamelhändler.
Erstmals kämpften die Imperial Camel Corps 1916 gegen die Senussi an der westlichen Front zu Ägypten. Da sich das Imperial Camel Corps in diesen Wüsten bewährt hatte, wurde die Aufstellung weiterer Kampfeinheiten erwogen.
Im Jahre 1917 nahmen Teile des Imperial Camel Corps an Schlachten bei Magdhaba, Rafah und Gaza teil. In der Schlacht von Magdhaba kamen 350 Kamele zum Einsatz. In der zweiten Schlacht um Gaza am 19. April erlitt das Imperial Camel Corps mit 345 Gefallenen erhebliche Verluste. Als die türkische Defensive zusammenbrach, war das Imperial Camel Corps am Angriff auf Jerusalem beteiligt. Dort war das Wetter schlecht, das Gelände für die Tiere ungeeignet, und sowohl Kamele als auch Kamelreiter erkrankten an Räude. Nach der Eroberung Jerusalems wurde das Imperial Camel Corps aus der Kampflinie zurückgezogen und die Mannschaftsstärke im Mai 1918 reduziert. Im Mai 1919 wurde das Imperial Camel Corps aufgelöst.

## Heutige Situation

### Umweltproblematik und Kontrolle der Population

#### Kamelplage

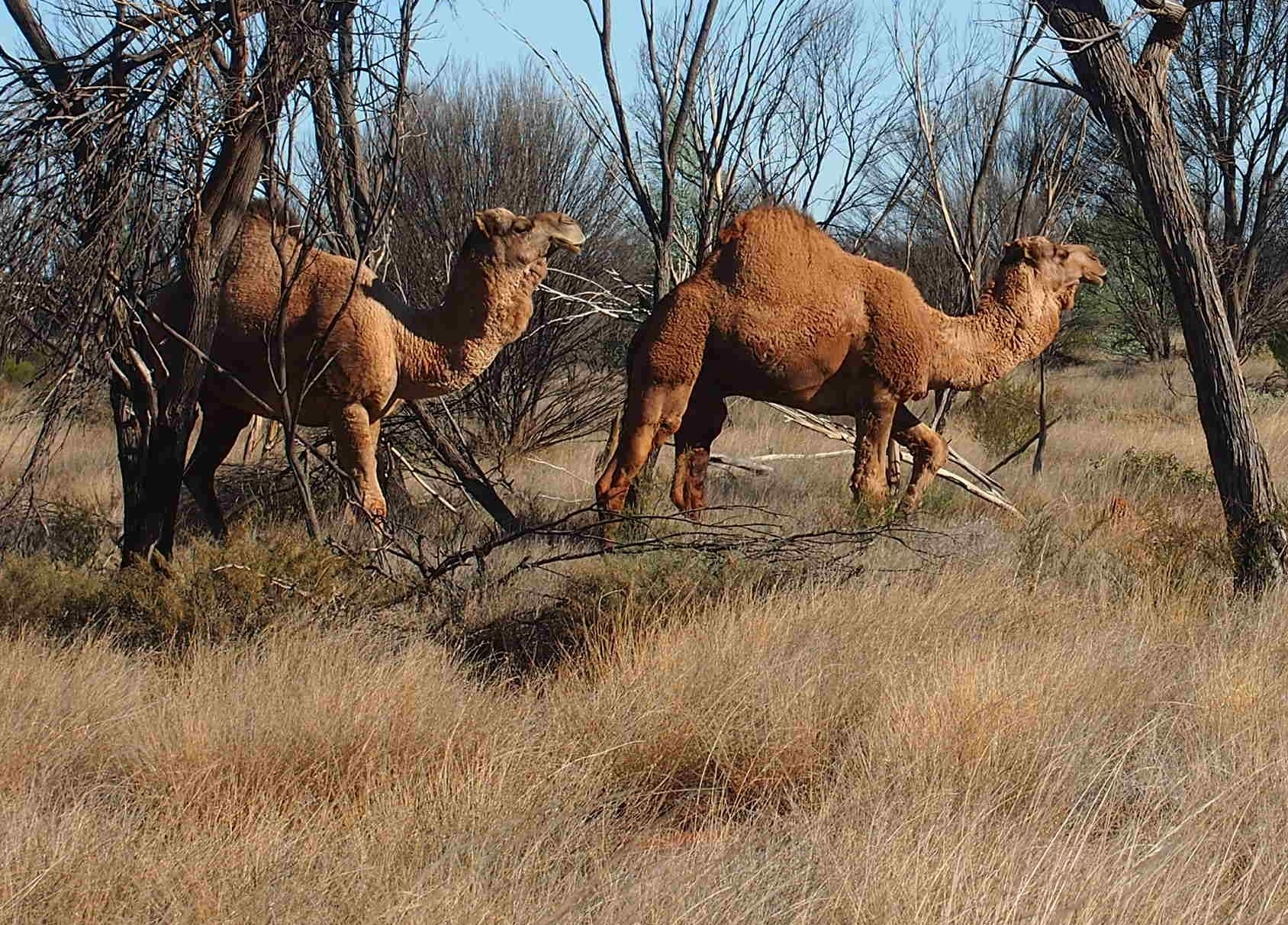
Kamele im Outback

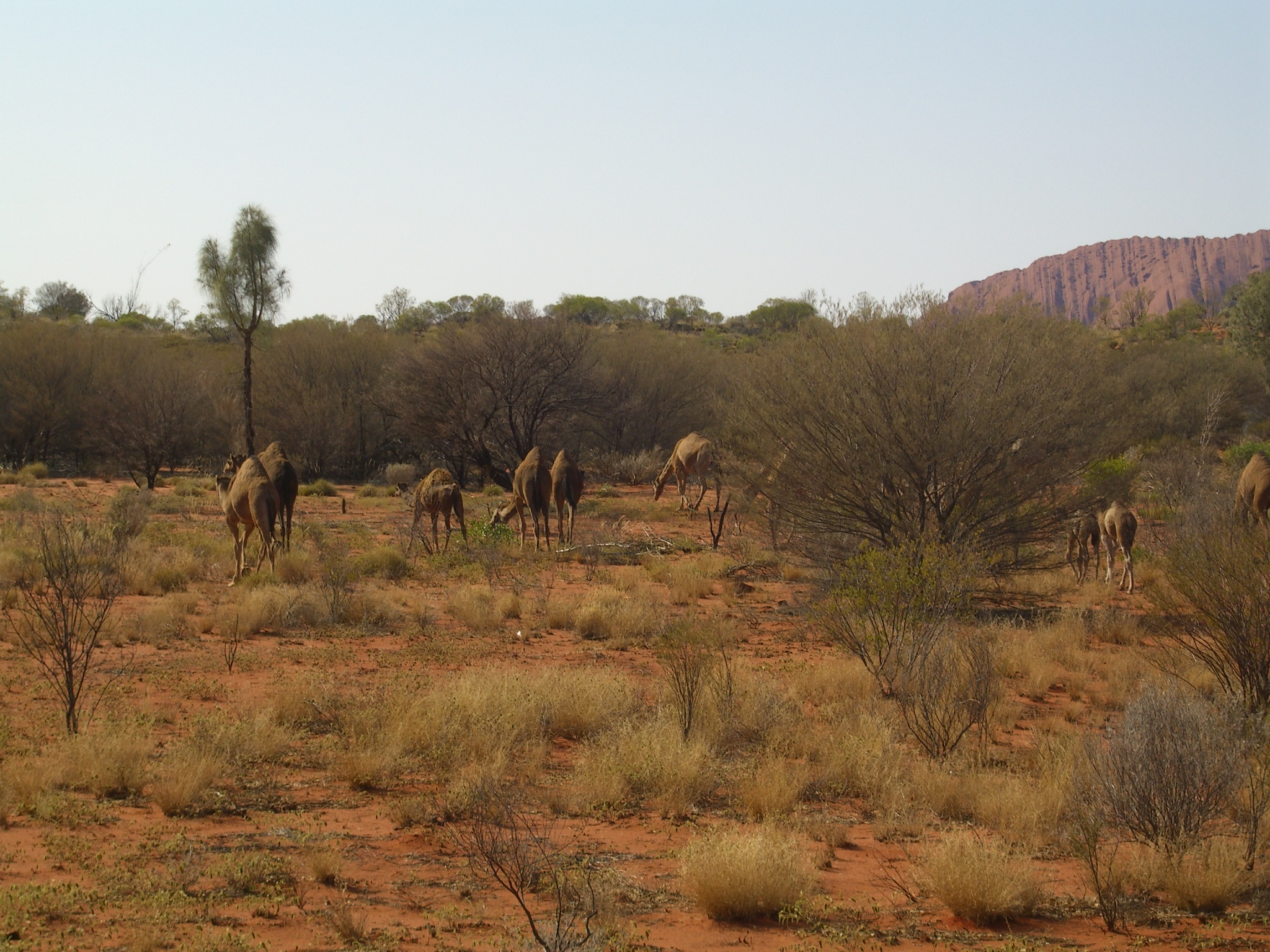
Kamelherde am Uluṟu

Da sich die Kamele ideal auf das trockene Klima einstellen können und in Australien keine natürlichen Feinde haben, konnten sie sich explosionsartig vermehren. Die Kamelpopulation – genauer die Zahl der Dromedare in Australien – wurde 2009 auf rund eine Million Tiere geschätzt, im Jahr 2011 bereits auf 1,2 Millionen. Nach der Durchführung eines „Programms zur Kamelkontrolle“, in dessen Verlauf innerhalb von vier Jahren 160.000 Dromedare abgeschossen wurden, und nach einer Dürre, während der sich deren Zahl um weitere 100.000 Tiere reduzierte, wurde die Population im Jahr 2013 von der Projektleiterin Jan Ferguson nur noch auf insgesamt 300.000 Tiere geschätzt. Die Schätzung von einer Million Tiere aus dem Jahr 2009 sei wohl zu hoch gewesen.
Kamele können sich von 80 % der ihnen verfügbaren Flora Australiens ernähren. Ab zwei Kamelen pro Quadratkilometer wird die Umwelt zunehmend geschädigt. Dieser Zustand gilt in weiten Bereichen des Northern Territory als erreicht, so in der Simpsonwüste mit ihren Randgebieten, den Central Ranges, der Großen Sandwüste sowie der Tanamiwüste. Es wird erwartet, dass sich diese Zahl in acht Jahren verdoppelt. Wissenschaftler sind der Ansicht, dass die steigende Kamelpopulation einen Notstand darstellt, der Teile des Wüstenökosystems Australiens zu vernichten droht.
Die Kamele haben sich für andere frei lebende Tiere und für die kommerzielle Viehzucht von Schafen und Rindern zu einer bedrohlichen Nahrungskonkurrenz entwickelt. Ihr Fressverhalten führt darüber hinaus zu erheblichen Erosionsschäden. Der Bestand an von Aborigines zur Nahrung genutzten Pflanzen ist in diesen Bereichen durch das Grasen von Kamelen ernstlich gefährdet, und das Gelände erodiert zunehmend. Hinzu kommen Schäden an der Infrastruktur (ein Beispiel sei die Zerstörung einer 140 Kilometer langen Zaunlinie 350 km südwestlich von Alice Springs im Jahr 2007) sowie zahlreiche durch Kamele verursachte Unfälle auf Straßen Inneraustraliens.
Weiterhin bedrohen Kamele heilige Stätten der Aborigines, wie zum Beispiel Kaltukatjara oder Mutitjulu im Uluṟu-Kata-Tjuṯa-Nationalpark. Sie verschmutzen die Wasserstellen in den ariden Gebieten Australiens, an denen zu Dürrezeiten lebende, sterbende und verwesende Kamele zu Tausenden angetroffen werden können.
Kaltukatjara (Docker River, 350 Einwohner) wurde in der Trockenzeit des Jahres 2009 durch rund 6000 Kamele belagert. Auf ihrer Suche nach Wasser fügten die Tiere der Gebäude- und Wasserinfrastruktur des Ortes schwere Schäden zu. Sie drangen auch massenweise auf das Rollfeld des Flugplatzes und behinderten den unter Umständen lebenswichtigen Flugverkehr. Das Trinkwasser der Ortschaft war durch verwesende Kamelkadaver gefährdet. Die Regierung des Northern Territory sah sich zur Notkeulung von 3604 Kamelen zu Kosten von 49.000 AU$ gezwungen, wozu die Tiere mit Hubschraubern circa 15 km außerhalb der Ortschaft zusammengetrieben wurden. Wegen der sich anschließenden Fliegenplage und des starken Verwesungsgeruchs verließen viele Anwohner daraufhin den Ort.
Umweltminister Peter Garrett bewilligte im Juli 2009 19 Millionen AU$ (etwa 11 Millionen €) für den National Feral Camel Action Plan, der den Einsatz von Scharfschützen aus Hubschraubern zur Keulung von 350.000 Kamelen über vier Jahre vorsah. Das Programm war umstritten, nicht zuletzt wegen der von den verwesenden Kadavern ausgehenden Gesundheitsrisiken. Viehzüchter bezweifelten, dass die Maßnahme den natürlichen Zuwachs der Tiere einschränken, geschweige denn den Bestand verringern könne.
Vorschlägen von Tierschutzorganisationen zur Geburtenkontrolle wurde entgegengehalten, dass damit, da Kamele bis zu 30 Jahre alt werden, die zur Begrenzung der Schäden erforderliche Verringerung des Bestandes um zwei Drittel auf ein Kamel pro 10 km² nicht zu erreichen sei.
Das durch die Verdauung der Kamele ausgestoßene Methan liegt nach einer Quelle bei 0,97 Tonnen pro Tier jährlich (eine Milchkuh verursacht 2,39 Tonnen p. a., ein Schwein 0,03 Tonnen p. a.) Damit liegen Kamele hinter Rindern und Büffeln an dritter Stelle auf der Liste der Tiere mit den höchsten Treibhausgasemissionen. Hier heißt es aber wörtlich: „A camel emits 0.97 of a carbon-equivalent tonne per year.“ Diese 0,97 Tonnen CO2-Äquivalent pro Kamel pro Jahr entsprechen daher 46 kg Methan pro Jahr pro Kamel. Andere Quellen berichten stattdessen von einem Methanausstoß von 47 kg/Jahr/Kamel, was einem Kohlendioxidäquivalent von ca. 1 Tonne/Jahr entspricht (da ca. 21 Mal klimaschädlicher als Kohlendioxid).
Der Schattenminister für Landwirtschaft der oppositionellen Liberal Party of Australia John Cobb befürwortete Anfang 2010 die Keulung der wilden Kamele mit dem Hinweis, dass die von ihnen produzierte Menge an klimaschädlichen Gasen bei 1,05 Millionen Tonnen pro Jahr liege. Dieses entspräche rund drei Prozent der jährlichen Emission von Automobilen in Australien, also von circa 300.000 Fahrzeugen. Die Ministerin für Klimaveränderung der Labor-Regierung Penny Wong widersprach, da nach den Richtlinien des Kyoto-Protokolls und den „International Carbon Accounting Standards“ (deutsch Rechnungslegungsstandard im Emissionsrechtehandel) nur die Emissionen domestizierter Kamele anerkannt würden.
Die durch Kamele verursachten Schäden an zerbrechlichen Ökosystemen, Kulturstätten, isolierten Gemeinden und Weideland werden von dem weit überwiegenden Teil der australischen Bevölkerung kaum wahrgenommen. Nach dem Bericht der Zeitung The Times über die Keulung bei Kaltukatjara 2009 zeigte sich die britische Öffentlichkeit empört. Australien führe sich wie ein „Dritte Welt - Land“ auf und verdiene den Ausschluss aus der Gruppe der zwanzig wichtigsten Industrie- und Schwellenländer. Andere riefen dazu auf, Australien als Reiseziel zu boykottieren.
Anfang August 2009 nannte die Nachrichtensprecherin Erin Burnett auf CNBC den damaligen australischen Premierminister Kevin Rudd einen „Serienmörder“ und die geplante Keulung „Genozid“: „That’s genocide. Camelcide.“
Der Government Minister Rob Knight wurde insbesondere von Tierschutzgruppen scharf kritisiert, die auch zu einem Tourismusboykott aufriefen. Australische Viehzüchter begrüßten die Vorgehensweise der Regierung. Letztendlich wurden bis Ende 2013 insgesamt nur 160.000 Tiere abgeschossen; weitere 100.000 Tiere sollen in dieser Zeit einer Dürre zum Opfer gefallen sein. Der verbliebene Bestand wurde auf rund 300.000 Tiere geschätzt. Frühere Schätzungen auf mehr als eine Million Tiere seien zu hoch gewesen.
Die Goldfields Nullarbor Rangelands Biosecurity Association (GNRBA) führt jährlich eine kontrollierte Keulung aus der Luft durch. Die Kosten für die im November 2018 fünf Tage dauernde Hubschraubermission betrugen über 100.000 AU$. Im Sommer 2018/19 wurden innerhalb eines Monats insgesamt mehr als 2500 Kamele in Western Australia abgeschossen.
Infolge von Hitze, extremer Dürre und einem starken Anstieg ihrer Population streiften die Tiere in Südaustralien auf der Suche nach Wasser besonderes in abgelegenen Aborigine-Gemeinden durch die Straßen und beschädigten dabei Gebäude und andere Infrastruktur. Hierbei beeinträchtigten sie die einheimische Vegetation, zerstörten Kulturstätten und verunreinigten Wasservorräte. Die verdurstenden Kamele dringen in Ortschaften ein, weil sie dort Wasser wittern; so spüren sie beispielsweise, dass aus Klimageräten Kondenswasser austritt und zerstören diese beim Trinkversuch. Die Kadaver verdursteter Kamele in und an den überlebensnotwendigen Wasserstellen verschmutzen nicht nur diese, sie gefährden vor allem die Trinkwasserversorgung der Menschen. Am 8. Januar 2020 begann das südaustralische Ministerium für Umwelt und Wasser mit einer fünftägigen Zwangstötung von Kamelen, der ersten Massenkeulung in dieser Gegend. Ziel der Aktion ist der Abschuss von 4000 bis 5000 Kamelen durch professionelle Scharfschützen aus Hubschraubern, „in Übereinstimmung mit den höchsten Standards des Tierschutzes.“

#### Kosten der Schäden durch wilde Kamele
Zwischen 2009 und 2013 stellte der australische Staat 19 Millionen AU$ für das Australian Feral Camel Management Project bereit. Die durch wilde Kamele verursachten Schäden lagen 2009 bei über 14 Millionen Dollar. 5,51 Millionen entfallen auf Schäden an Infrastruktur und privatem Eigentum, aber auch an Menschen, besonders durch Autounfälle. Die Kontrolle der Kamele verursacht Kosten von 2,35 Millionen Dollar. Weitere 3,42 Millionen kostet der zusätzliche Futterbedarf von Viehherden, die mit den Kamelen um die verfügbaren natürlichen Vorkommen konkurrieren. Die jährlichen Kosten der Treibhausgasemissionen der Kamele wurden mit 3,73 Millionen AU$ veranschlagt.

### Kamelfleisch als Handelsartikel

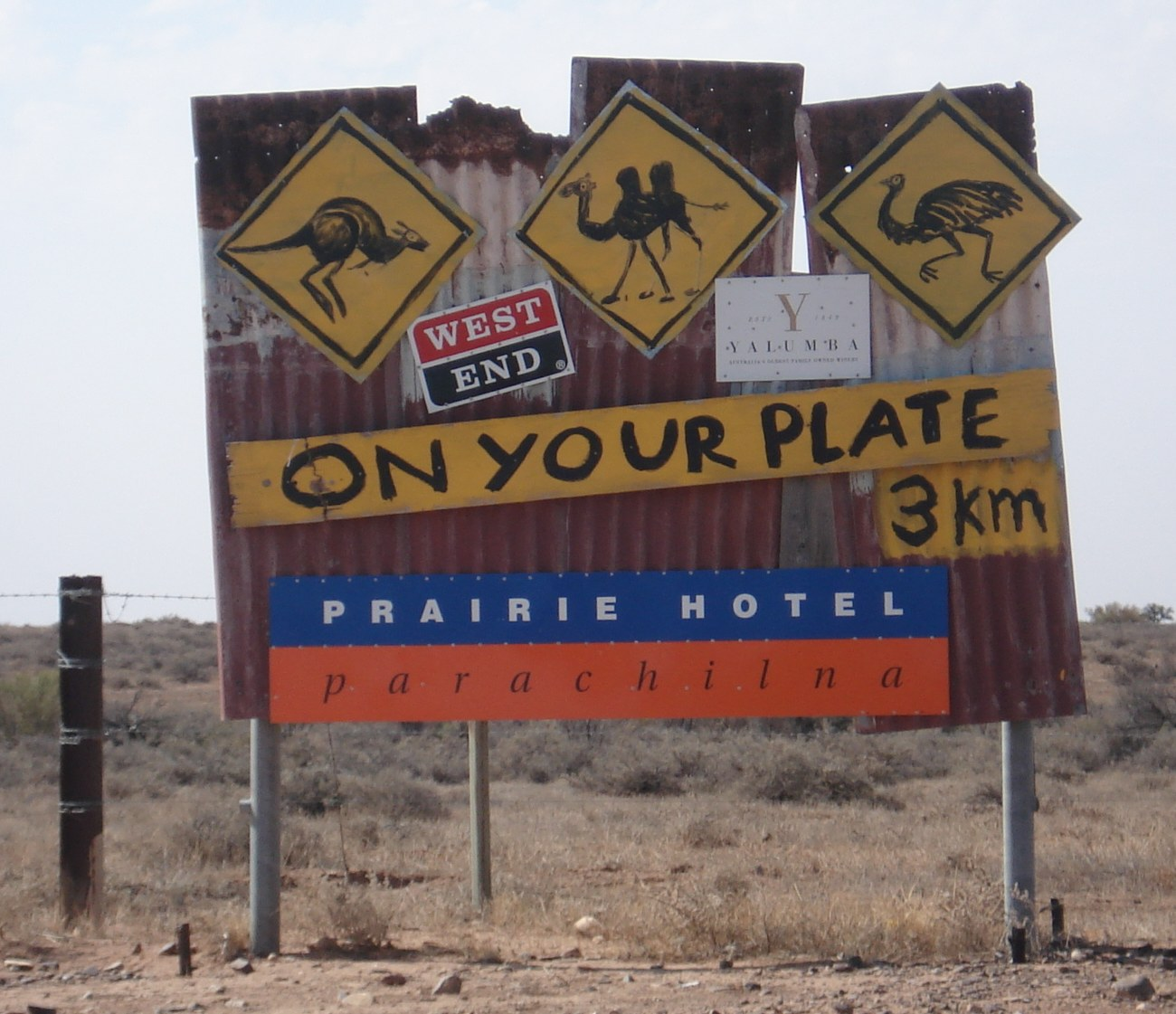
Speiseangebot von Kamelfleisch in Parachilna, South Australia.

Bis auf die Höcker ist Kamelfleisch fettarm und grobfaserig. Kamelfleisch hat im Vergleich zu Rindfleisch weniger Cholesterin und nur 1,9 Gramm Fett pro 100 Gramm Fleisch. Der Fleischanteil liegt bei einem Dromedar zwischen 50 und 76 Prozent. Vorwiegend in Darwin und Alice Springs wird Kamelfleisch gegessen und auch als Burger angeboten, wofür vornehmlich das zarte Fleisch von Jungtieren verwendet wird, da es in Aussehen und Geschmack Rindfleisch ähnelt.
Der internationale Markt für Kamelprodukte wie Kamelfleisch, lebende Tiere oder verwandte Nebenprodukte hat eine signifikante Größe, besonders in der muslimischen Welt. Die Größe des muslimischen Marktes für Kamelfleisch in Australien ist schwer zu beurteilen. Das Interesse der Moscheen in Sydney und Perth zeigt, dass die Muslime in den großen Städten hieran interessiert sind, allerdings läge ihr Bedarf lediglich bei 30 Tieren pro Woche und deren Schlachtung muss nach den Halāl-Speisevorschriften stattfinden.
Im Vergleich zum internationalen Markt hinkt die Kamelbranche in Australien hinterher, da sich die wilden Kamele in entlegenen Gebieten des Landes befinden und damit von den heimischen und internationalen Märkten sehr weit entfernt sind. Die Verwertung von wilden Kamelen begann in den späten 1980er Jahren. Schätzungen über die Anzahl der verwerteten Kamele im Jahr 2007 liegen bei 5000 bis 6000 Tieren, davon wurden 3600 bis 4600 zu Hunde- oder Katzenfutter verarbeitet, weniger als 400 wurden lebend exportiert, und für den menschlichen Verzehr gelangten rund tausend Tiere auf den heimischen Markt. Eine gut entwickelte Kamelindustrie wäre ein wichtiges Werkzeug für die Kontrolle und das Management der wilden Kamele und ihrer Auswirkungen und könnte dringend benötigte Arbeitsplätze für die schwache Wirtschaftsstruktur in der Wüste Australiens bedeuten. Allerdings macht der Mangel an Schlachthöfen mit entsprechender Lage und Zertifizierung sowie eine entsprechende Infrastruktur für den Abtransport zurzeit eine kommerzielle Nutzung der Kamele im größeren Stil unmöglich. Die Branche wird einige Zeit zur Entwicklung ihres vollen Potentials benötigen, womit dieser Wirtschaftszweig kurzfristig nicht zu einer Reduzierung der Kamelpopulation auf nachhaltige Zahlen beitragen wird.
Auch wurde der Einsatz von existierenden mobilen Schlachthäusern angeregt, um das nach der Keulung zur Verfügung stehende Kamelfleisch zu verwerten. Das „NT Environment Department“ bezweifelt, dass derartige Einrichtungen mit den zur Jagd eingesetzten Hubschraubern Schritt halten können. Außerdem sei es nahezu unmöglich, Fahrzeuge dieser Art in die unwegsamen Gebiete zu führen, in denen die Kamele abgeschossen werden.
Die wilden Kamele Australiens haben ein theoretisches Marktpotential von 1 Milliarde AU$, derzeit liegen die Einnahmen der australischen Kamelindustrie für den Export von lebenden Tieren, Tourismus und Fleischhandel lediglich bei 580.000 Dollar jährlich. Ein Bericht des Desert Knowledge Co-operative Resource Centre in Alice Springs enthielt eine lange Liste gescheiterter Unternehmungen im Bereich der Nutzung wilder Kamele.

### Tourismus und Sport

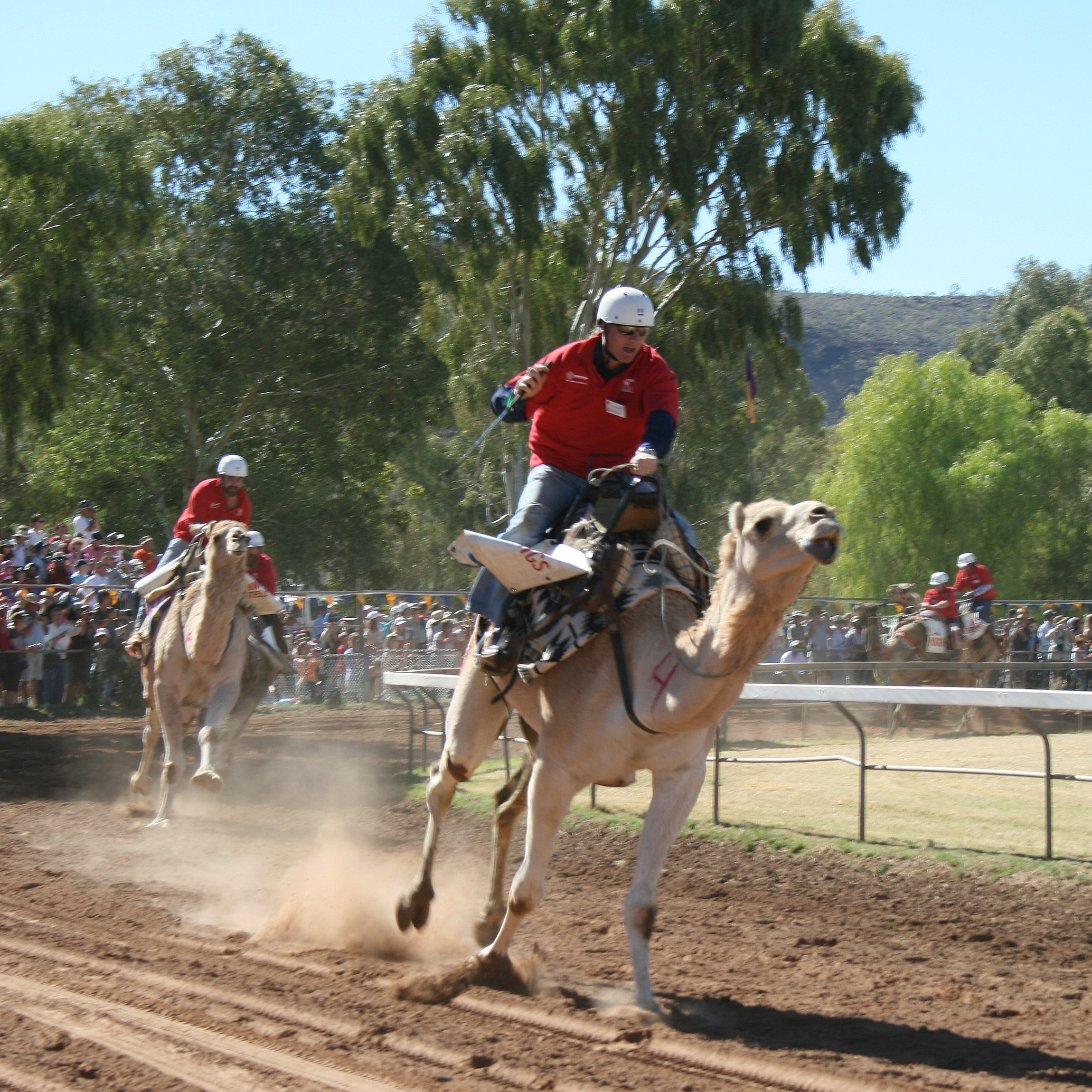
Camel Racing Cup 2009 in Alice Springs

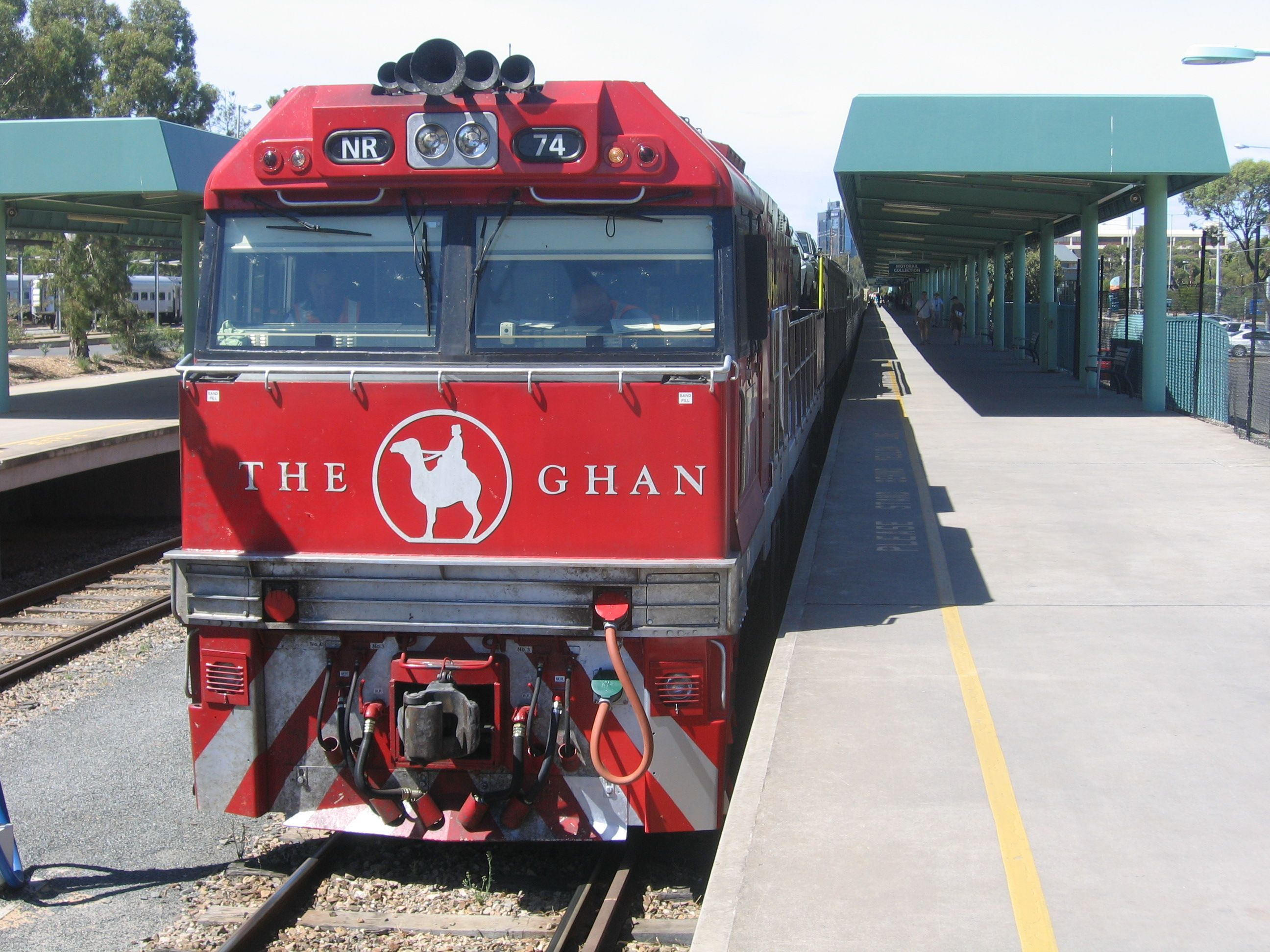
Kamel-Logo auf einer Lokomotive des Ghans

In Australien gibt es seit geraumer Zeit Kamelrennen. Der australische Millionär Arthur Earle veranstaltete 1988 zur Erinnerung an die Bedeutung der Kamele für die Erschließung Australiens und in Verbindung mit dem 200. Jahrestag  von Australien ein Kamelrennen von 3236 Kilometern über sechs Stationen. Das Rennen, an dem 28 Kamelreiter teilnahmen, führte vom Uluṟu nach Alice Springs (410 km), anschließend nach Boulia (761 km), von dort nach Longreach und von Longreach nach Charleville (530 km). Der weitere Weg führte nach Warwick (1242 km) und von dieser Stadt bis zur Gold Coast (140 km). Dieses Kamelrennen gilt als das längste derartige Rennen, das je stattfand.
Im Juli wird jedes Jahr in der Nähe von Marree ein Kamelrennen, der Marree Camel Cup, veranstaltet. Seit 1970 findet bei Alice Springs ein Kamelrennen um den Camel Racing Cup statt, das von weiteren Veranstaltungen begleitet wird und auf einem Rundkurs ausgetragen wird. Das höchstdotierte Rennen in Australien ist das Sheikh Zayed International Camel Endurance Race in Hughenden in Queensland, welches über eine Strecke von 150 Kilometern verläuft und dem Sieger ein Preisgeld von 50.000 AU$ verspricht. Ein weiteres Rennen in Queensland, The Boulia Desert Sands - Camel Racing, ist mit 25.000 AU$ für den ersten Preis dotiert.
In rund 50 Kamelfarmen werden für Touristen Ausflüge mit domestizierten Kamelen angeboten.
Die den Kontinent von Süden nach Norden durchquerende Eisenbahnlinie The Ghan führt entlang der alten Karawanenroute von Adelaide nach Darwin.